# Coral (pivo)
Coral je značka piva vyráběného na ostrově Madeira v podniku Empresa de Cervejas da Madeira (ECM).
Pod značkou Coral firma vyrábí:
- ležák Coral Branca (5.3 obj. % alkoholu) od 1969
- tmavé pivo Coral Tónica (5.1 obj. % alkoholu) od 1969
- nealkoholický Coral Sem Álcool Branca (0.5 obj. % alkoholu) od 2003
- nealkoholický Coral Sem Álcool Tónica (0.5% obj. % alkoholu) od 2003

Pivovar vyrábí z českého sladu a chmele.
Kromě značky Coral se ve výrobním závodě v Câmara de Lobos (nedaleko Funchalu) vyrábí i pivo Zarco (4,5 obj.% alkoholu) a několik značek nealkoholických nápojů (Brise).
Pivovar byl na Madeiře založen roku 1872 a za 130 let své existence jeho piva byla oceněna 117 zlatými medailemi na výstavách ve světě. Značka Coral je mimo Portugalsko exportována zejména do Anglie, Austrálie a Angoly. Pivovar je částečně vlastněn firmou Heineken, částečně skupinou hotelů Pestana.